# 대한민국 민사소송법 제52조
대한민국 민사소송법 제52조는 법인이 아닌 사단 등의 당사자능력에 대한 민사소송법조문이다. 

## 조문
제52조 (법인이 아닌 사단 등의 당사자능력) 법인이 아닌 사단이나 재단은 대표자 또는 관리인이 있는 경우에는 그 사단이나 재단의 이름으로 당사자가 될 수 있다.

## 참고 문헌
- 조상희, 『법학전문대학원 민사소송법 기본강의』. 한국학술정보(주), 2009. ISBN 978895323077
- 이동률, 민사소송의 당사자론, 삼우사, 2007. ISBN 9788991083189